# Dendronotus
Dendronotus ist eine Gattung und gleichzeitig als Dendronotidae eine monogenerische Familie der Bäumchenschnecken in der Unterordnung der Nacktkiemer. Die kleinen bis großen, ausschließlich marinen gehäuselosen Schnecken, die im Nordatlantik und Nordpazifik leben, fressen vor allem Hydrozoen und Seeanemonen.

## Merkmale
Die Bäumchenschnecken der Gattung Dendronotus haben einen länglichen, nacktschneckenartigen Körper. Sie besitzen ein Mundsegel mit 2 bis 5 Paaren fingerartiger, meist gegabelter Fortsätze. Die oberhalb am Kopf sitzenden Fühler, die länglichen und verdickten, in Fühlerscheiden zurückziehbaren Rhinophoren, tragen 8 bis 30 quer verlaufende Lamellen. Die Ränder der Fühlerscheiden sind zu bäumchenartigen Strukturen verlängert. Der Rücken ist an seinen Rändern mit 4 bis 8 Fortsätzen des Mantels besetzt, die gleichfalls bäumchenartig verzweigt sind. Bei Jungtieren befinden sich in denselben Ausläufer der Mitteldarmdrüse, doch werden hier anders als in den Cerata der Fadenschnecken keine Nesselkapseln gespeichert, und bei Adulten sind diese Ausläufer nicht mehr vorhanden. Die Mitteldarmdrüse besteht aus einem großen hinteren und zwei kleinen vorderen Lappen. Der Magen besitzt keine Kauplatten.
Die eher schmale Radula hat Mittelzähne mit einem großen Höcker und länglich zugespitzte Seitenzähne. Die Schnecken haben ein Paar kräftige Kiefer. Der After wie auch die Öffnungen der Nephridien und der Geschlechtsorgane sind an der rechten Seite der Schnecke.
Wie andere Bäumchenschnecken sind auch die Schnecken der Gattung Dendronotus Zwitter. Sie haben einen unbewehrten Penis und eine Zwitterdrüse, die sich auf der Bauchseite unterhalb der Mitteldarmdrüse befindet. Die männliche und die weibliche Geschlechtsöffnung liegen nahe beieinander. Die Schnecken begatten sich gegenseitig und befestigen ihre langen Eischnüre, in deren durchsichtiger Hülle man die zahlreichen Eier sieht, oft an den Nesseltieren, die den Schnecken als Beute dienen. Aus den Eiern schlüpfen zahlreiche Veliger-Larven, die sich von Plankton ernähren und nach einer längeren pelagischen Phase zu kleinen Bäumchenschnecken metamorphosieren.
Die Bäumchenschnecken der Gattung Dendronotus fressen verschiedene Nesseltiere, darunter Seeanemonen und Hydrozoen, in geringerem Maße auch andere Beutetiere. Dendronotus iris frisst neben Seeanemonen auch Schnurwürmer.

## Verbreitung und einige Arten
In europäischen Atlantikgewässern ist die Gattung Dendronotus durch die bis zu 10 cm lange Zottige Bäumchenschnecke (Dendronotus frondosus) vertreten. Größer ist der Artenreichtum an der Pazifikküste Nordamerikas, wo auch kleinere Arten wie der nur bis zu 3,5 cm lange Dendronotus albus leben, wo aber Dendronotus iris bis zu 30 cm lang werden kann.

## Systematik
Nach Bouchet und Rocroi (2005) ist die Familie Dendronotidae eine von neun Familien in der Überfamilie Tritonioidea, die wiederum allein die Teilordnung Dendronotida bildet. Die Gattung Dendronotus Alder & Hancock, 1845 ist die einzige Gattung der monogenerischen Familie Dendronotidae. Die beiden Gattungsnamen Amphitrite Ascanius, 1774 und Pseudobornella Baba, 1932 sind mit Dendronotus synonymisiert.
Die Gattung Dendronotus hat 17 Arten:
- Dendronotus albopunctatus Robilliard, 1972
- Dendronotus albus MacFarland, 1966 (Synonym: D. diversicolor Robilliard, 1972)
- Dendronotus comteti Valdés & Bouchet, 2011
- Dendronotus dalli Bergh, 1879
- Dendronotus elegans A. E. Verril, 1880
- Dendronotus frondosus (Ascanius, 1774) (Synonyme: D. arborescens, D. reynoldsi)
- Dendronotus gracilis Baba, 1949
- Dendronotus iris J.G. Cooper, 1863 (Synonyme: D. giganteus, D. nanus Marcus & Marcus, 1967)
- Dendronotus lacteus (Thompson W., 1840)
- Dendronotus noahi Pola & Stout, 2008
- Dendronotus orientalis (Baba, 1932)
- Dendronotus patricki Stout, N. G. Wilson & Valdés, 2011
- Dendronotus regius Pola & Stout, 2008
- Dendronotus robustus A. E. Verrill, 1870 (Synonym: D. velifer)
- Dendronotus rufus O’Donoghue, 1921
- Dendronotus subramosus MacFarland, 1966
- Dendronotus venustus MacFarland, 1966